# Robert Awad
Pour les articles homonymes, voir Awad.
Robert Awad est un réalisateur, animateur, scénariste, monteur et directeur de la photographie canadien. Il est né à Beyrouth et a passé son enfance à Kedgwick, au Nouveau-Brunswick. Il a commencé sa carrière en 1974 à l'Office national du film du Canada, où il a écrit et réalisé une douzaine de films. Il utilise généralement l'animation de papiers découpés dans ses films. 

## Biographie
Originaire du Liban, Robert Awad arrive à Bathurst, en Acadie, à l'âge de deux ans. Il s'inscrit à un baccalauréat en arts au Nouveau-Brunswick puis part s'installer à Montréal où il suit une formation en architecture à l'Université McGill en 1970. En parallèle, il prend des cours du soir en cinéma. Ses travaux d'architecture prennent déjà la forme de petits films d'animation. Ainsi, il réalise l'une de ses premières animations dans le cadre d'un cours intitulé "Communication, comportement et architecture" pour lequel il scénarise et réalise un film sur le fleuve et son rapport avec la ville. En 1973, Robert Awad termine un film en super 8, Until When, également réalisé pour un cours d'architecture. Le court métrage gagne un prix dans un festival de cinéma étudiant. De retour en Acadie pour présenter son film, dont le sujet principal est justement la ville de Bathrust, Robert Awad montre Until When aux bureaux de l'Office national du film du Canada installés à Halifax. À la suite de cela, l'ONF lui propose un stage sur l'une de leurs productions en 1975. 
En même temps, Robert Awad réalise son premier film professionnel, mais avec peu de moyens, Truck, qu'il termine en 1975. L'humour qui marquera le reste de sa production est présent dès ce premier film. Le photo-montage, autre élément  caractéristique de ses films, se retrouve également dans Truck. Robert Awad retourne définitivement à Montréal. À la suite d'une rencontre avec le cinéaste d'animation André Leduc, les deux cinéastes réalisent L'Affaire Bronswik, documenteur dénonçant les abus de la publicité. Le film adopte un ton journalistique, agrémenté d'images animées, pour parler d'un complot initié par les téléviseurs Bronswik, une marque inventée par les réalisateurs. Le film sera présenté en compétition à Cannes en 1978. 
Poursuivant dans ce genre cinématographique mêlant faux documentaire et humour, Robert Awad réalise The National Scream (La fièvre du castor) en 1980. Le film se moque du nationalisme canadien pendant la période du référendum d'indépendance du Québec de 1980 alors que la disparition du symbole national canadien, le castor, mène à une crise identitaire sans précédent. Deux versions du film existent, l'une francophone (La fièvre du castor), l'autre anglophone (The National Scream), et chacune présente un travail de montage différent, adapté à l'humour propre à chaque langue.   
Parmi ses autres films notoires, il réalise Amuse-gueule en 1984, Question de rire en 1992 et Automania en 1994, un court métrage humoristique en papier découpé. 

## Filmographie

### comme Réalisateur
- Picture a City
- 1973 : Until When
- 1973 : Crystal Palace
- 1975 : Truck[5]
- 1978 : L'Affaire Bronswik[6] (The Bronswik Affair[7])
- 1980 : La Fièvre du Castor[6] (The National Scream[7])
- 1984 : Amuse-gueule[6]
- 1985 : Cochez oui, cochez non[8]
- 1986 : Cap sur l'Avenir[9]
- 1989 : Rencontre de certains types[6]
- 1992 : Question de Rire[10]
- 1994 : Automania[6]
- 1996 : 100 dessins dessous[6],[11]

### Autres collaborations
1975 : We Sing More Than We Cry (John N. Smith)

## Récompenses et Nominations
- Le film Truck est répertorié à l'Office national du film[5].
- Le prix Meilleur courts-métrages théâtral du 29th Prix du cinéma canadien a été attribué à L'affaire Bronswik - The Bronswik Affair. Ce court-métrage a également été nominé au Festival de Cannes (1978)[12].